# Urotheca
Urotheca är ett släkte av ormar. Urotheca ingår i familjen snokar. Släktet tillhör underfamiljen Dipsadinae som ibland listas som familj.
Vuxna exemplar är med en längd mindre än 75 cm små ormar. De förekommer i Central- och Sydamerika. Individerna lever i skogar på marken och i gräsmarker. Födan utgörs antagligen av groddjur, ödlor och ryggradslösa djur. Honor lägger ägg. Flera ingående arter listades tidigare i släktet Rhadinaea.
Arter enligt Catalogue of Life och The Reptile Database:
- Urotheca decipiens
- Urotheca dumerilli
- Urotheca fulviceps
- Urotheca guentheri
- Urotheca lateristriga
- Urotheca multilineata
- Urotheca myersi
- Urotheca pachyura